# 古今亭駒治
古今亭 駒治（ここんてい こまじ、1978年12月23日 - ）は、落語家。落語協会所属。出囃子：鉄道唱歌。紋：鬼蔦、青がえる。本名：村本 草介。

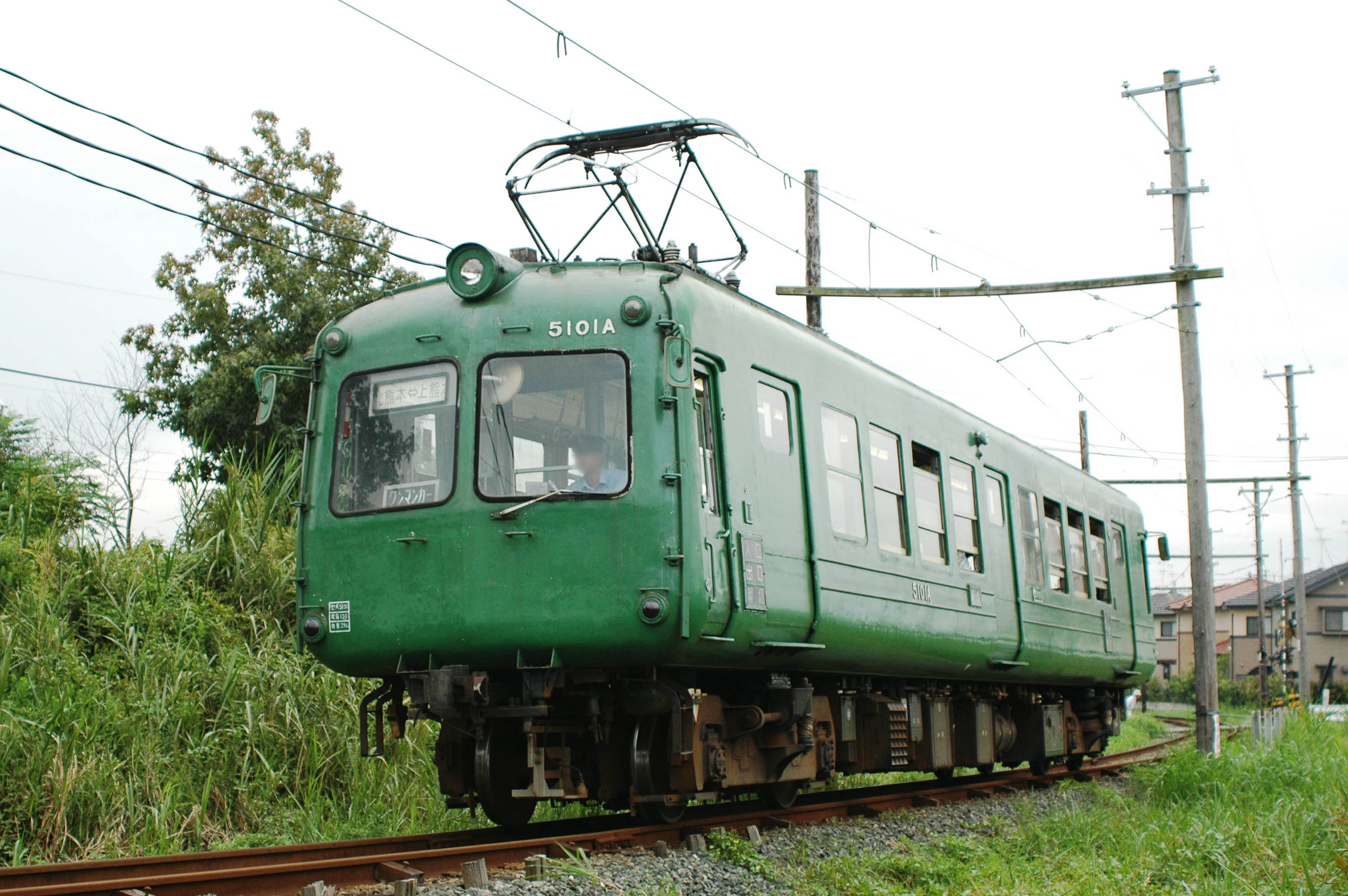
定紋として使う「青がえる」

## 来歴
東京都渋谷区幡ヶ谷出身。2003年、玉川大学文学部芸術学科卒業。
大学卒業後、古今亭志ん駒に入門する。前座名は、志ん駒の母が芸者をしていた時の名前でもある駒次。。2007年2月、柳家さん若、柳家花ん謝と共に二ツ目に昇進。
2010年、共同通信社主催東西若手落語家コンペティショングランプリ受賞。2014年、五明楼玉の輔杯第3回噺家の手ぬぐい大賞受賞。2017年12月、『10時打ち』で渋谷らくご創作大賞を受賞。
2018年1月に師匠の志ん駒が逝去したために志ん駒と同じ古今亭志ん朝一門の六代目古今亭志ん橋門下へ移籍。同年9月、柳家小平太、柳家勧之助、林家たこ蔵、古今亭駒子と共に真打昇進し、「古今亭駒治」に改名した。

## 人物
2003年入門の同期、古今亭文菊・柳家小八・三遊亭ときん・鈴々舎馬るこ・桂三木助・柳亭こみち・古今亭志ん五・駒治・柳家小平太・柳家勧之助の10人で、「TEN」というユニットを組んでいた。
趣味は鉄道に乗ること（乗り鉄）で、鉄道を題材にした創作落語である「鉄道落語」を中心に活動している。2016年からは各地にある「◯◯前駅」を訪問し、駅名になっている施設までの距離を測り分類する研究も行い、ウェブサイトにて公開している。

## 演目
- 鶯の鳴く街
- 海芝浦
- 駅弁大会への道
- オコッペ本線
- ガラスの車輪
- くたばれ甲子園
- グッバイ・マーチ
- 公園のひかり号
- 最後の雪
- さよならヤンキー
- 車内販売の女
- 10時打ち
- 首都高怒りの脱出
- 上京物語
- すももの想い出
- 生徒の作文
- ダーティマスク
- 黄昏の神宮
- 楽しい山手線
- 旅姿浮世弁当
- 第二の人生
- 地下鉄戦国絵巻
- 鉄道戦国絵巻
- 同窓会
- 都電物語
- はるかなるよみうりランド
- ビール売りの女
- ひろしの追っかけ節
- マナー車掌
- みんなの学芸会
- ラジオデイズ
- レモンの涙
- ロック・ウィズ・ユー

## 芸歴
- 2003年3月 - 古今亭志ん駒に入門、前座名「駒次」。
- 2007年2月 - 二ツ目昇進。
- 2018年
  - 1月 - 師匠志ん駒死去、六代目古今亭志ん橋門下に移籍。
  - 9月 - 真打昇進、「駒治」と改名。

## 著作

### 共著
- 鉄道落語 - 東西の噺家4人によるニューウェーブ宣言（交通新聞社新書、2013年） - 古今亭駒次、桂しん吉、桂梅團治、柳家小ゑんによる共著。